# Iwona Węgrzyn
Iwona Węgrzyn – polska literaturoznawczyni, dr hab. nauk humanistycznych, profesor uczelni Katedry Kultury Literackiej Pogranicza Wydziału Polonistyki Uniwersytetu Jagiellońskiego.

## Życiorys
17 stycznia 2000 obroniła pracę doktorską Polskie piekło. Literackie biografie zdrajców targowickich: Stanisława Szczęsnego Potockiego, Franciszka Ksawerego Branickiego i Seweryna Rzewuskiego, 22 maja 2013 habilitowała się na podstawie pracy zatytułowanej W świecie powieści Henryka Rzewuskiego. Została zatrudniona na stanowisku adiunkta w Katedrze Historii Literatury Oświecenia i Romantyzmu na Wydziale Polonistyki Uniwersytetu Jagiellońskiego.
Jest profesorem uczelni Katedry Kultury Literackiej Pogranicza Wydziału Polonistyki Uniwersytetu Jagiellońskiego.